# Coupe d'Angleterre de rugby à XIII 2023
Navigation
Édition précédente Édition suivante
La Coupe d'Angleterre de rugby à XIII 2023 (dite Betfred Challenge Cup pour des raisons commerciales) est la 122e édition de la Coupe d'Angleterre, compétition à élimination directe mettant aux prises des clubs de rugby à XIII amateurs et professionnels affiliés à la Rugby Football League.
Des clubs anglais, gallois, écossais et français y participent. La compétition se déroule du 11 février 2023 au 12 août 2023. La finale est prévue après huit tours à élimination directe mettant aux prises les clubs professionnels et est programmée le 12 août 2023 au stade de Wembley à Wembley.
Les rencontres sont diffusées en direct au Royaume-Uni sur BBC Sport et Sky Sports.

## Clubs participants
L'épreuve est disputée entre les clubs professionnels de Super League, Championship et League 1 ainsi qu'un certain nombre de clubs amateurs invités.
Le club français de Toulouse olympique XIII (présent en Super League) ne prend pas part à l'épreuve.
En effet, les clubs français sont tenus de payer des frais d'inscription relativement élevés. Seuls les Dragons catalans sont en mesure de les supporter.

## Phase finale
|  | Huitièmes de finale                           | Huitièmes de finale            | Huitièmes de finale               | Huitièmes de finale            |         |         | Quarts de finale                | Quarts de finale                | Quarts de finale                | Quarts de finale                |  |  | Demi-finales                                   | Demi-finales                                   | Demi-finales                                   | Demi-finales                                   |  |  | Finale                             | Finale                             | Finale                             | Finale                             |
|  |                                               |                                |                                   |                                |         |         |                                 |                                 |                                 |                                 |  |  |                                                |                                                |                                                |                                                |  |  |                                    |                                    |                                    |                                    |
|  | Le 21 mai 2023 au York Stadium                | Le 21 mai 2023 au York Stadium | Le 21 mai 2023 au York Stadium    | Le 21 mai 2023 au York Stadium |         |         | Le 18 juin 2023 au York Stadium | Le 18 juin 2023 au York Stadium | Le 18 juin 2023 au York Stadium | Le 18 juin 2023 au York Stadium |  |  | Le 23 juillet 2023 à l'Halliwell Jones Stadium | Le 23 juillet 2023 à l'Halliwell Jones Stadium | Le 23 juillet 2023 à l'Halliwell Jones Stadium | Le 23 juillet 2023 à l'Halliwell Jones Stadium |  |  | Le 12 août 2023 au Wembley Stadium | Le 12 août 2023 au Wembley Stadium | Le 12 août 2023 au Wembley Stadium | Le 12 août 2023 au Wembley Stadium |
|  | York                                          | York                           | 36                                | 36                             |         |         | Le 18 juin 2023 au York Stadium | Le 18 juin 2023 au York Stadium | Le 18 juin 2023 au York Stadium | Le 18 juin 2023 au York Stadium |  |  | Le 23 juillet 2023 à l'Halliwell Jones Stadium | Le 23 juillet 2023 à l'Halliwell Jones Stadium | Le 23 juillet 2023 à l'Halliwell Jones Stadium | Le 23 juillet 2023 à l'Halliwell Jones Stadium |  |  | Le 12 août 2023 au Wembley Stadium | Le 12 août 2023 au Wembley Stadium | Le 12 août 2023 au Wembley Stadium | Le 12 août 2023 au Wembley Stadium |
|  | York                                          | York                           | 36                                | 36                             |         |         | Le 18 juin 2023 au York Stadium | Le 18 juin 2023 au York Stadium | Le 18 juin 2023 au York Stadium | Le 18 juin 2023 au York Stadium |  |  | Le 23 juillet 2023 à l'Halliwell Jones Stadium | Le 23 juillet 2023 à l'Halliwell Jones Stadium | Le 23 juillet 2023 à l'Halliwell Jones Stadium | Le 23 juillet 2023 à l'Halliwell Jones Stadium |  |  | Le 12 août 2023 au Wembley Stadium | Le 12 août 2023 au Wembley Stadium | Le 12 août 2023 au Wembley Stadium | Le 12 août 2023 au Wembley Stadium |
|  | London Broncos                                | London Broncos                 | 12                                | 12                             |         |         | Le 18 juin 2023 au York Stadium | Le 18 juin 2023 au York Stadium | Le 18 juin 2023 au York Stadium | Le 18 juin 2023 au York Stadium |  |  | Le 23 juillet 2023 à l'Halliwell Jones Stadium | Le 23 juillet 2023 à l'Halliwell Jones Stadium | Le 23 juillet 2023 à l'Halliwell Jones Stadium | Le 23 juillet 2023 à l'Halliwell Jones Stadium |  |  | Le 12 août 2023 au Wembley Stadium | Le 12 août 2023 au Wembley Stadium | Le 12 août 2023 au Wembley Stadium | Le 12 août 2023 au Wembley Stadium |
|  | London Broncos                                | London Broncos                 | 12                                | 12                             | York    | York    | 14                              | 14                              |                                 |                                 |  |  | Le 23 juillet 2023 à l'Halliwell Jones Stadium | Le 23 juillet 2023 à l'Halliwell Jones Stadium | Le 23 juillet 2023 à l'Halliwell Jones Stadium | Le 23 juillet 2023 à l'Halliwell Jones Stadium |  |  | Le 12 août 2023 au Wembley Stadium | Le 12 août 2023 au Wembley Stadium | Le 12 août 2023 au Wembley Stadium | Le 12 août 2023 au Wembley Stadium |
|  | Le 19 mai 2023 au The Be Well Support Stadium |                                |                                   |                                | York    | York    | 14                              | 14                              |                                 |                                 |  |  | Le 23 juillet 2023 à l'Halliwell Jones Stadium | Le 23 juillet 2023 à l'Halliwell Jones Stadium | Le 23 juillet 2023 à l'Halliwell Jones Stadium | Le 23 juillet 2023 à l'Halliwell Jones Stadium |  |  | Le 12 août 2023 au Wembley Stadium | Le 12 août 2023 au Wembley Stadium | Le 12 août 2023 au Wembley Stadium | Le 12 août 2023 au Wembley Stadium |
|  |                                               |                                | Leigh                             | Leigh                          | 34      | 34      |                                 |                                 |                                 |                                 |  |  | Le 23 juillet 2023 à l'Halliwell Jones Stadium | Le 23 juillet 2023 à l'Halliwell Jones Stadium | Le 23 juillet 2023 à l'Halliwell Jones Stadium | Le 23 juillet 2023 à l'Halliwell Jones Stadium |  |  | Le 12 août 2023 au Wembley Stadium | Le 12 août 2023 au Wembley Stadium | Le 12 août 2023 au Wembley Stadium | Le 12 août 2023 au Wembley Stadium |
|  | Wakefield                                     | Wakefield                      | Leigh                             | Leigh                          | 34      | 34      | 12                              | 12                              |                                 |                                 |  |  | Le 23 juillet 2023 à l'Halliwell Jones Stadium | Le 23 juillet 2023 à l'Halliwell Jones Stadium | Le 23 juillet 2023 à l'Halliwell Jones Stadium | Le 23 juillet 2023 à l'Halliwell Jones Stadium |  |  | Le 12 août 2023 au Wembley Stadium | Le 12 août 2023 au Wembley Stadium | Le 12 août 2023 au Wembley Stadium | Le 12 août 2023 au Wembley Stadium |
|  | Wakefield                                     | Wakefield                      | Le 17 juin 2023 au MKM Stadium    |                                |         |         | 12                              | 12                              |                                 |                                 |  |  | Le 23 juillet 2023 à l'Halliwell Jones Stadium | Le 23 juillet 2023 à l'Halliwell Jones Stadium | Le 23 juillet 2023 à l'Halliwell Jones Stadium | Le 23 juillet 2023 à l'Halliwell Jones Stadium |  |  | Le 12 août 2023 au Wembley Stadium | Le 12 août 2023 au Wembley Stadium | Le 12 août 2023 au Wembley Stadium | Le 12 août 2023 au Wembley Stadium |
|  | Leigh                                         | Leigh                          | 40                                | 40                             |         |         |                                 |                                 |                                 |                                 |  |  | Le 23 juillet 2023 à l'Halliwell Jones Stadium | Le 23 juillet 2023 à l'Halliwell Jones Stadium | Le 23 juillet 2023 à l'Halliwell Jones Stadium | Le 23 juillet 2023 à l'Halliwell Jones Stadium |  |  | Le 12 août 2023 au Wembley Stadium | Le 12 août 2023 au Wembley Stadium | Le 12 août 2023 au Wembley Stadium | Le 12 août 2023 au Wembley Stadium |
|  | Leigh                                         | Leigh                          | 40                                | 40                             | Leigh   | Leigh   | 12                              | 12                              |                                 |                                 |  |  |                                                |                                                |                                                |                                                |  |  | Le 12 août 2023 au Wembley Stadium | Le 12 août 2023 au Wembley Stadium | Le 12 août 2023 au Wembley Stadium | Le 12 août 2023 au Wembley Stadium |
|  | Le 21 mai 2023 au Mend-A-Hose Jungle          |                                |                                   |                                | Leigh   | Leigh   | 12                              | 12                              |                                 |                                 |  |  |                                                |                                                |                                                |                                                |  |  | Le 12 août 2023 au Wembley Stadium | Le 12 août 2023 au Wembley Stadium | Le 12 août 2023 au Wembley Stadium | Le 12 août 2023 au Wembley Stadium |
|  |                                               |                                | St Helens                         | St Helens                      | 10      | 10      |                                 |                                 |                                 |                                 |  |  |                                                |                                                |                                                |                                                |  |  | Le 12 août 2023 au Wembley Stadium | Le 12 août 2023 au Wembley Stadium | Le 12 août 2023 au Wembley Stadium | Le 12 août 2023 au Wembley Stadium |
|  | Castleford                                    | Castleford                     | St Helens                         | St Helens                      | 10      | 10      | 8                               | 8                               |                                 |                                 |  |  |                                                |                                                |                                                |                                                |  |  | Le 12 août 2023 au Wembley Stadium | Le 12 août 2023 au Wembley Stadium | Le 12 août 2023 au Wembley Stadium | Le 12 août 2023 au Wembley Stadium |
|  | Castleford                                    | Castleford                     | Le 23 juillet 2023 à l'Headingley |                                |         |         | 8                               | 8                               |                                 |                                 |  |  |                                                |                                                |                                                |                                                |  |  | Le 12 août 2023 au Wembley Stadium | Le 12 août 2023 au Wembley Stadium | Le 12 août 2023 au Wembley Stadium | Le 12 août 2023 au Wembley Stadium |
|  | Hull FC                                       | Hull FC                        | 32                                | 32                             |         |         |                                 |                                 |                                 |                                 |  |  |                                                |                                                |                                                |                                                |  |  | Le 12 août 2023 au Wembley Stadium | Le 12 août 2023 au Wembley Stadium | Le 12 août 2023 au Wembley Stadium | Le 12 août 2023 au Wembley Stadium |
|  | Hull FC                                       | Hull FC                        | 32                                | 32                             | Hull FC | Hull FC | 18                              | 18                              |                                 |                                 |  |  |                                                |                                                |                                                |                                                |  |  | Le 12 août 2023 au Wembley Stadium | Le 12 août 2023 au Wembley Stadium | Le 12 août 2023 au Wembley Stadium | Le 12 août 2023 au Wembley Stadium |
|  | Le 19 mai 2023 à The Shay                     |                                |                                   |                                | Hull FC | Hull FC | 18                              | 18                              |                                 |                                 |  |  |                                                |                                                |                                                |                                                |  |  | Le 12 août 2023 au Wembley Stadium | Le 12 août 2023 au Wembley Stadium | Le 12 août 2023 au Wembley Stadium | Le 12 août 2023 au Wembley Stadium |
|  |                                               |                                | St Helens                         | St Helens                      | 32      | 32      |                                 |                                 |                                 |                                 |  |  |                                                |                                                |                                                |                                                |  |  | Le 12 août 2023 au Wembley Stadium | Le 12 août 2023 au Wembley Stadium | Le 12 août 2023 au Wembley Stadium | Le 12 août 2023 au Wembley Stadium |
|  | Halifax                                       | Halifax                        | St Helens                         | St Helens                      | 32      | 32      | 6                               | 6                               |                                 |                                 |  |  |                                                |                                                |                                                |                                                |  |  | Le 12 août 2023 au Wembley Stadium | Le 12 août 2023 au Wembley Stadium | Le 12 août 2023 au Wembley Stadium | Le 12 août 2023 au Wembley Stadium |
|  | Halifax                                       | Halifax                        | Le 17 juin 2023 au New Craven     |                                |         |         | 6                               | 6                               |                                 |                                 |  |  |                                                |                                                |                                                |                                                |  |  | Le 12 août 2023 au Wembley Stadium | Le 12 août 2023 au Wembley Stadium | Le 12 août 2023 au Wembley Stadium | Le 12 août 2023 au Wembley Stadium |
|  | St Helens                                     | St Helens                      | 26                                | 26                             |         |         |                                 |                                 |                                 |                                 |  |  |                                                |                                                |                                                |                                                |  |  | Le 12 août 2023 au Wembley Stadium | Le 12 août 2023 au Wembley Stadium | Le 12 août 2023 au Wembley Stadium | Le 12 août 2023 au Wembley Stadium |
|  | St Helens                                     | St Helens                      | 26                                | 26                             | Leigh   | Leigh   | 17(a.p.)                        | 17(a.p.)                        |                                 |                                 |  |  |                                                |                                                |                                                |                                                |  |  |                                    |                                    |                                    |                                    |
|  | Le 19 mai 2023 au New Craven                  |                                |                                   |                                | Leigh   | Leigh   | 17(a.p.)                        | 17(a.p.)                        |                                 |                                 |  |  |                                                |                                                |                                                |                                                |  |  |                                    |                                    |                                    |                                    |
|  |                                               |                                | Hull KR                           | Hull KR                        | 16      | 16      |                                 |                                 |                                 |                                 |  |  |                                                |                                                |                                                |                                                |  |  |                                    |                                    |                                    |                                    |
|  | Hull KR                                       | Hull KR                        | Hull KR                           | Hull KR                        | 16      | 16      | 50                              | 50                              |                                 |                                 |  |  |                                                |                                                |                                                |                                                |  |  |                                    |                                    |                                    |                                    |
|  | Hull KR                                       | Hull KR                        |                                   |                                |         |         |                                 | 50                              |                                 |                                 |  |  |                                                |                                                |                                                |                                                |  |  |                                    |                                    |                                    |                                    |
|  | Batley                                        | Batley                         | 0                                 | 0                              |         |         |                                 |                                 |                                 |                                 |  |  |                                                |                                                |                                                |                                                |  |  |                                    |                                    |                                    |                                    |
|  | Batley                                        | Batley                         | 0                                 | 0                              | Hull KR | Hull KR | 28                              | 28                              |                                 |                                 |  |  |                                                |                                                |                                                |                                                |  |  |                                    |                                    |                                    |                                    |
|  | Le 20 mai 2023 à l'AJ Bell Stadium            |                                |                                   |                                | Hull KR | Hull KR | 28                              | 28                              |                                 |                                 |  |  |                                                |                                                |                                                |                                                |  |  |                                    |                                    |                                    |                                    |
|  |                                               |                                | Salford                           | Salford                        | 10      | 10      |                                 |                                 |                                 |                                 |  |  |                                                |                                                |                                                |                                                |  |  |                                    |                                    |                                    |                                    |
|  | Salford                                       | Salford                        | Salford                           | Salford                        | 10      | 10      | 42                              | 42                              |                                 |                                 |  |  |                                                |                                                |                                                |                                                |  |  |                                    |                                    |                                    |                                    |
|  | Salford                                       | Salford                        | Le 18 juin 2023 au DW Stadium     |                                |         |         | 42                              | 42                              |                                 |                                 |  |  |                                                |                                                |                                                |                                                |  |  |                                    |                                    |                                    |                                    |
|  | Huddersfield                                  | Huddersfield                   | 40                                | 40                             |         |         |                                 |                                 |                                 |                                 |  |  |                                                |                                                |                                                |                                                |  |  |                                    |                                    |                                    |                                    |
|  | Huddersfield                                  | Huddersfield                   | 40                                | 40                             | Hull KR | Hull KR | 11(a.p.)                        | 11(a.p.)                        |                                 |                                 |  |  |                                                |                                                |                                                |                                                |  |  |                                    |                                    |                                    |                                    |
|  | Le 20 mai 2023 à l'Headingley                 |                                |                                   |                                | Hull KR | Hull KR | 11(a.p.)                        | 11(a.p.)                        |                                 |                                 |  |  |                                                |                                                |                                                |                                                |  |  |                                    |                                    |                                    |                                    |
|  |                                               |                                | Wigan                             | Wigan                          | 10      | 10      |                                 |                                 |                                 |                                 |  |  |                                                |                                                |                                                |                                                |  |  |                                    |                                    |                                    |                                    |
|  | Leeds                                         | Leeds                          | Wigan                             | Wigan                          | 10      | 10      | 14                              | 14                              |                                 |                                 |  |  |                                                |                                                |                                                |                                                |  |  |                                    |                                    |                                    |                                    |
|  | Leeds                                         | Leeds                          |                                   |                                |         |         |                                 | 14                              |                                 |                                 |  |  |                                                |                                                |                                                |                                                |  |  |                                    |                                    |                                    |                                    |
|  | Wigan                                         | Wigan                          | 18                                | 18                             |         |         |                                 |                                 |                                 |                                 |  |  |                                                |                                                |                                                |                                                |  |  |                                    |                                    |                                    |                                    |
|  | Wigan                                         | Wigan                          | 18                                | 18                             | Wigan   | Wigan   | 14                              | 14                              |                                 |                                 |  |  |                                                |                                                |                                                |                                                |  |  |                                    |                                    |                                    |                                    |
|  | Le 20 mai 2023 au stade Gilbert-Brutus        |                                |                                   |                                | Wigan   | Wigan   | 14                              | 14                              |                                 |                                 |  |  |                                                |                                                |                                                |                                                |  |  |                                    |                                    |                                    |                                    |
|  |                                               |                                | Warrington                        | Warrington                     | 12      | 12      |                                 |                                 |                                 |                                 |  |  |                                                |                                                |                                                |                                                |  |  |                                    |                                    |                                    |                                    |
|  | Dragons Catalans                              | Dragons Catalans               | Warrington                        | Warrington                     | 12      | 12      | 14                              | 14                              |                                 |                                 |  |  |                                                |                                                |                                                |                                                |  |  |                                    |                                    |                                    |                                    |
|  | Dragons Catalans                              | Dragons Catalans               |                                   |                                |         |         |                                 | 14                              |                                 |                                 |  |  |                                                |                                                |                                                |                                                |  |  |                                    |                                    |                                    |                                    |
|  | Warrington                                    | Warrington                     | 16                                | 16                             |         |         |                                 |                                 |                                 |                                 |  |  |                                                |                                                |                                                |                                                |  |  |                                    |                                    |                                    |                                    |
|  | Warrington                                    | Warrington                     | 16                                | 16                             |         |         |                                 |                                 |                                 |                                 |  |  |                                                |                                                |                                                |                                                |  |  |                                    |                                    |                                    |                                    |
|  |                                               |                                |                                   |                                |         |         |                                 |                                 |                                 |                                 |  |  |                                                |                                                |                                                |                                                |  |  |                                    |                                    |                                    |                                    |

## Finale (12 août 2023)
(mt : 10 - 8)
Homme du match :  Lachlan Lam
Points marqués : 
- Leigh : 2 essais de Lam (27e) et Briscoe (66e) ; 2 transformations (27e et 67e) ; 2 pénalités de Reynolds (5e et 31e) ; 1 drop de Lam (83e).
- Hull KR: 2 essais de Litten (15e) et Parcell (79e) ; 2 transformations de Schneider (16e et 79e) ; 2 pénalités de Schneider (40e et 47e).

Évolution du score : 2-0, 2-6, 8-6, 10-6, 10-8 (mi-temps), 10-10, 16-10, 16-16 (fin), 17-16 (après-prolongation)
Arbitre :   Chris Kendall
Spectateurs : 58 213

## Médias
Poursuivant une tradition ininterrompue, la BBC diffuse la coupe sur ses chaines nationales principales ( BBC 1 ou BBC 2) au Royaume-Uni.
En France, Beinsport se lance timidement dans la diffusion des matchs dans lesquels jouent les Dragons catalans.
France 3 Occitanie diffuse exceptionnellement le quart de finale opposant les Dragons catalans et Saint-Helens.